# Burnaston
Burnaston est un village situé au sud-ouest de la ville de Derby dans le Derbyshire en Angleterre.
Une usine Toyota est située sur le territoire de la commune depuis décembre 1992.